# Sidokaton (Kudu)
Sidokaton is een bestuurslaag in het regentschap Jombang van de provincie Oost-Java, Indonesië. Sidokaton telt 2685 inwoners (volkstelling 2010).